# Asiti ventregroc
L'asiti ventregroc(Neodrepanis hypoxantha) és una espècie d'ocell de la família dels filepítidss (Philepittidae) que habita els boscos de les terres baixes de l'est de Madagascar.